# No Remorze
No Remorze ist eine Bremerhavener Hip-Hop-Band.

## Geschichte
Die Band wurde Ende der 1980er Jahre von DJ Stylewarz, DJ Kaoz, dem Rapper Crak sowie dem Produzenten TNG gegründet. 1992 erschien ihr Track Killa Squad auf dem Sampler Kill the Nation with a Groove von Buback, 1994 dann ebendort die Maxi Condemned to Death.
Die Band orientierte sich musikalisch am Britcore Hip-Hop von Bands wie Gunshot und Hijack. Charakteristisch für die Band waren englischsprachige, gesellschaftskritische Texte, lange Scratch-Solos sowie MC Craks rollendes „R“.
Sie gelten außerdem als eine der ersten Hip-Hop-Formationen mit zwei DJs.
Auf dem Soundtrack des Kinofilms Der Eisbär von 1998 ist die Formation mit einer aktualisierten Version von Dark Malice vertreten.
No Remorze hat sich offiziell nie aufgelöst. DJ Stylewarz dazu: „Wir haben lediglich einige Zeit lang nicht gemeinsam Musik gemacht“.

## Diskografie
- 1993: Condemned to Death on Da Day Da Lites Went Out (12", Buback)
- 1995: The End (LP, MZEE)
- 1996: The Goodie Ones (Hardcore Classics) (Instrumental-LP, MZEE)
- 1998: Dark Malice 98 auf „Der Eisbär OST“/VARIOUS (EMI)
- 1998: Slaughtering MCs (12", MZEE)
- 2004: Crunchtime (EP, No Remorze Eigenvertrieb)